# Pokal Nogometne zveze Slovenije 2019-2020
La Pokal Nogometne zveze Slovenije 2019./20. (in lingua italiana: Coppa della federazione calcistica slovena 2019-20), detta semplicemente Pokal Slovenije 2019./20., fu la ventinovesima edizione della coppa nazionale di calcio della Repubblica di Slovenia.
A vincere fu il NŠ Mura, al suo primo titolo nella competizione.

Questo successo diede ai bianco-neri l'accesso al primo turno di qualificazione della UEFA Europa League 2020-2021.
Il capocannoniere fu Dare Vršič, del Koper, con 6 reti.
Tutte le competizioni calcistiche in Slovenia sono state sospese nel marzo 2020 a causa della pandemia del coronavirus. Le semifinali e la finale della coppa (inizialmente previste per 8 e 22 aprile e 20 maggio) sono state disputate in giugno ed in campo neutro, ovvero nella sede della Federcalcio slovena a Brdo pri Kranju, nel Nacionalni nogometni center (NNC, "centro calcistico nazionale")

## Partecipanti
Le 10 squadre della 1. SNL 2018-2019 sono ammesse di diritto. Gli altri 18 posti sono stati assegnati alle vincitrici e alle finaliste delle 9 coppe inter–comunali.

### Ammesse di diritto
- Aluminij
- Celje
- Domžale
- Gorica
- Krško
- Maribor
- NŠ Mura
- Olimpia Lubiana
- Rudar Velenje
- Triglav

### Qualificate attraverso le coppe
| Coppe inter–comunali | Coppe inter–comunali | Coppe inter–comunali | Coppe inter–comunali |
| Associazione         | Squadre              | Squadre              |                      |
| -------------------- | -------------------- | -------------------- | -------------------- |
| MNZ Lubiana          | Radomlje             | Bravo                |                      |
| MNZ Maribor          | Pesnica              | Dobrovce             |                      |
| MNZ Celje            | Šampion Celje        | Brežice              |                      |
| MNZ Capodistria      | Koper                | Tabor Sežana         |                      |
| MNZ Nova Gorica      | Tolmin               | Brda                 |                      |
| MNZ Murska Sobota    | Grad                 | Beltinci             |                      |
| MNZ Lendava          | Odranci              | Nafta 1903           |                      |
| MNZ Goreniska-Kranj  | Bled                 | Šenčur               |                      |
| MNZ Ptuj             | Videm                | Bistrica             |                      |

### Calendario
Le date ed il format di semifinali e finali sono stati cambiati a causa della pandemia del coronavirus.
| Turno       | Date                              | Partite | Club    |
| ----------- | --------------------------------- | ------- | ------- |
| Primo turno | 14-15 agosto 2019                 | 12      | 28 → 16 |
| Ottavi      | 11-19 settembre 2019              | 8       | 16 → 8  |
| Quarti      | 16-24/29-30 ottobre 2019          | 8       | 8 → 4   |
| Semifinali  | 8/22 aprile 2020 9-10 giugno 2020 | 4 2     | 4 → 2   |
| Finale      | 20 maggio 2020 24 giugno 2020     | 1       | 2 → 1   |

## Primo turno
Al primo turno partecipano 24 squadre: 18 qualificate attraverso le coppe inter–comunali e 6 provenienti dal 1. SNL 2018-2019 che non si sono qualificate per le competizioni europee, mentre Domžale, Maribor, NŠ Mura e Olimpia Lubiana entrano nella competizione direttamente dagli ottavi di finale.
| Squadra 1      | Risultato             | Squadra 2     |
| -------------- | --------------------- | ------------- |
| 14 agosto 2019 |                       |               |
| Bled           | 1 – 3                 | Celje         |
| Brežice        | 1 – 2                 | Triglav       |
| Dobrovce       | 0 – 10                | Radomlje      |
| Grad           | 1 – 4                 | Krško         |
| Bistrica       | 2 – 2 (dts) (3-4 dtr) | Brda          |
| Odranci        | 1 – 3                 | Aluminij      |
| Pesnica        | 1 – 5                 | Gorica        |
| Šenčur         | 0 – 1                 | Nafta 1903    |
| Tolmin         | 3 – 2                 | Šampion Celje |
| Videm          | 1 – 4                 | Tabor Sežana  |
| Koper          | 6 – 0                 | Beltinci      |
| 15 agosto 2019 |                       |               |
| Bravo          | 1 – 4 (dts)           | Rudar Velenje |

## Ottavi di finale
| Squadra 1         | Risultato   | Squadra 2     |
| ----------------- | ----------- | ------------- |
| 11 settembre 2019 |             |               |
| Radomlje          | 3 – 2 (dts) | Gorica        |
| Tolmin            | 0 – 6       | Celje         |
| Nafta 1903        | 2 – 0       | Krško         |
| 18 settembre 2019 |             |               |
| Brda              | 0 – 3       | Domžale       |
| Triglav           | 1 – 3       | NŠ Mura       |
| Koper             | 3 – 2       | Maribor       |
| Aluminij          | 1 – 0       | Tabor Sežana  |
| 19 settembre 2019 |             |               |
| Olimpia Lubiana   | 0 – 1       | Rudar Velenje |

## Quarti di finale
| Squadra 1  | Totale          | Squadra 2     | Andata     | Ritorno     |
| ---------- | --------------- | ------------- | ---------- | ----------- |
|            |                 |               | 16.10.2019 | 29.10.2019  |
| Aluminij   | 3 – 3 (gfc)     | Koper         | 1 – 0      | 2 – 3       |
|            |                 |               | 16.10.2019 | 30.10.2019  |
| Nafta 1903 | 4 – 1           | Rudar Velenje | 2 – 1      | 2 – 0       |
|            |                 |               | 22.10.2019 | 29.10.2019  |
| Celje      | 1 – 1 (gfc)     | Radomlje      | 1 – 1      | 0 – 0       |
|            |                 |               | 24.10.2019 | 30.10.2019  |
| Domžale    | 5 – 5 (4-5 dtr) | NŠ Mura       | 3 – 2      | 2 – 3 (dts) |

## Fase finale
Data la sosta primaverile forzata a causa della pandemia del coronavirus, la Federcalcio slovena decide di snellire il format delle semifinali per rientrare nei tempi della stagione 2019-20. Quindi, invece delle gare ad andata e ritorno, vengono fatte disputare gare singole in campo neutro (compresa la finale) : la sede della Federcalcio stessa.

### Semifinali
| Arbitro: | Dejan Balažič |

|  |           |                                                   |
|  | Marcatori | 15’ Šušnjara 55’, 83’ (rig.) Bobičanec 63’ Maroša |

| Arbitro: | David Šmajc |

|                  |                      |             |
| Cerar 51’ (rig.) | Marcatori            | 12’ Novinič |
|                  | Tiri di rigore 2 – 4 |             |

### Finale
Per la prima volta dal 2002 (in quel caso fu l'Aluminij), una squadra di seconda divisione (il Nafta 1903) raggiunge la finale della coppa nazionale.
| Arbitro: | Rade Obrenović |

| |            | |
| | Marcatori  | 48’ Maroša 73’ Karničnik |
| Raduha Leuštek T. Pirtovšek Živko Gergényi Rebernik R. Pirtovšek Paku (58' Drk) Végh Ubochioma (85' Pozsgai) Ploj | Formazioni | Obradovič Cipot (65' Karničnik) Gorenc Šturm Maruško Kouter Kous Bobičanec Horvat (87' Šporn) Šušnjara (72' Mandić) Maroša (87' Žižek) |
| Dejan Dončić | Allenatori | Ante Šimundža |